# روزمیرکا
روزمیرکا (به لهستانی:  Rozmierka) یک روستا در لهستان است که در گمینا ستژلتسه اوپولسکیه واقع شده‌است.